# باشگاه فوتبال استقلال تهران در فصل ۱۳۶۴
باشگاه فوتبال استقلال تهران در فصل ۱۳۶۴ ۴۰امین فصل فعالیت تیم استقلال در فوتبال ایران بود. در این سال استقلال در در مسابقات جام باشگاه‌های تهران ۱۳۶۴ شرکت کرد. استقلال با شکست دادن تیم شاهین تهران بازی فینال عنوان قهرمانی باشگاه‌های تهران را کسب کرد و سال موفقی را پشت سر گذاشت.

## مرور فصل
مسابقات فوتبال باشگاه های تهران با شرکت ۲۰ تیم در دو گروه برگزار گردید که از گروه اول تیم های شاهین و استقلال و از گروه دوم تیم های هما و پتروشیمی به مرحله بعد راه یافتند که در نیمه نهایی تیم استقلال موفق شد تیم هما را شکست دهد و تیم شاهین تیم پتروشیمی را مغلوب نماید. در فینال مسابقات تیم استقلال موفق شد در ضربات پنالتی تیم شاهین را شکست دهد و به مقام قهرمانی باشگاههای تهران دست یابد.
استقلال برای دستیابی به مقام قهرمانی فوتبال باشگاه های تهران در سال ۶۴ کار خود را با دو چهره متفاوت به پایان برد. این تیم آغازی بد و نامطمئن داشت. اختلافات موجود و پراکندگی یاران این تیم عاملی شده بود تا استقلال را در ابتدای راه در تنگناها قرار دهد. اما با یک مدیریت خوب از کردنوری با یک تلاش روز افزون از پورحیدری سبب گردید قهر کرده‌ها باز روی خوش به تیم خود نشان داده و سبب شوند استقلال رفته رفته در حد یک تیم قهرمان چهره واقعی‌اش را بازیابی کند. زمانی که حجازی آمد زمانی که حاجیلو و مراغه‌چیان در ترکیب این تیم جای گرفتند و زمانی که احدی خود را به جمع آبی پوشان رسانید و زمانی که پاشنه‌های استقلال بر روی یک محور چرخید و آنگاه نشیب و فرازها را پشت سر گذاشت و سرانجام در چند میدان دیدنی و حساس به خصوص در بازی فینال حکم قهرمانی را به سود خود نوشت. استقلال در حالی به مقام نخست رسید که در پرونده‌اش دو نقطه تاریک یعنی دو شکست دیده می شود. بار اول برابر پیام تهران و بار دوم در برابر شاهین در دیدارهای گروهی که هر دو در بازیهای مقدماتی پیش آمد. با این وجود آبی پوشان ضمن دستیابی به قهرمانی خاطرات خوشی هم از بازیهای خوب روزهای پایانی به جا گذاشتند. آنان ضمن این محسنات چند چهره جوان هم به فوتبال ما معرفی کردند از جمله مجید نامجومطلق، رسول غنی‌زاده و محمود کلهر که از این سه نامجومطلق و غنی‌زاده خیلی زود بین بزرگترها جا افتاده چهره مطمئنی از خود بروز دادند.

## بازیکنان استقلال
ترکیب تیم استقلال در این سال متشکل از بازیکنان زیر بود: ناصر حجازی، نادر فریادشیران، مجید رضایی، شاهین بیانی، رضا رجبی، صادق ورمزیار، بهتاش فریبا، مجید نامجومطلق، سعید مراغه‌چیان، حمید فرزام‌نیا، جعفر مختاری‌فر، فریدون پورجلی، پرویز مظلومی، عبدالعلی چنگیز، بیژن طاهری، وحید امیری، محمود کلهر، رسول غنی‌زاده. مربیگری تیم نیز به عهده منصور پورحیدری بود.

## بازی‌ها

### جام باشگاههای تهران

#### مرحله گروهی
| ۲۱ تیر ۱۳۶۴ ۱ | استقلال تهران               | ۳–۰ | کیان تهران | تهران                                            |
|               | چنگیز ۳۶' · مظلومی ۵۲'، ۸۴' |     |            | ورزشگاه: آزادی تماشاگران: ۵۰۰۰ داور: بهمن بهلولی |

| ۲۸ تیر ۱۳۶۴ ۲ | استقلال تهران    | ۰–۱ | پیام تهران                                             | تهران                                             |
|               | رجبی '۴۰ · فریبا |     | کامل انجینی ۶۵' · کاوه فرجودی · عباس ریوند · رضا محتشم | ورزشگاه: آزادی تماشاگران: ۵۰۰۰۰ داور: منوچهر نظری |

| ۴ مرداد ۱۳۶۴ ۳ | استقلال تهران                         | ۳–۰ | دارایی تهران | تهران                                            |
|                | فریبا ۲۸' · مظلومی ۳۸' · مختاری‌فر ۵۵' |     |              | ورزشگاه: آزادی تماشاگران: ۶۰۰۰۰ داور: محمد صالحی |

| ۱۱ مرداد ۱۳۶۴ ۴ | استقلال تهران             | ۱–۰ | نفت تهران                 | تهران                                             |
|                 | مراغه‌چیان ۳۱' · نامجومطلق |     | رحمان رحیمی صابر مصیب‌زاده | ورزشگاه: آزادی تماشاگران: ۵۰۰۰۰ داور: هادی دزفولی |

| ۱۵ مرداد ۱۳۶۴ ۵ | استقلال تهران            | ۱–۳ | شاهین تهران                                                | تهران                                            |
|                 | فریبا ۴۹' · رجبی · فریبا |     | باوی ۴۳'، ۸۷' · پازوکی ۶۳' · شکورزاده · ضیایی · بهنام عبدی | ورزشگاه: آزادی تماشاگران: ۵۰۰۰۰ داور: محمد صالحی |

| ۱ شهریور ۱۳۶۴ ۶ | استقلال تهران                  | ۲–۱ | دریانوردان تهران                   | تهران                                            |
|                 | چنگیز ۱۱' · مظلومی ۴۵' · حجازی |     | جانفدا ۲۵' (پنالتی) · محمد امن‌زاده | ورزشگاه: آزادی تماشاگران: ۴۵۰۰۰ داور: محمد ریاحی |

| ۱۱ شهریور ۱۳۶۴ ۷ | استقلال تهران                             | ۴–۱ | برق تهران                        | تهران                                              |
|                  | مختاری‌فر ۲۱'، ۴۶'، ۷۵'، ۸۲' · نامجومطلق · |     | هوشنگ حمیدزاده ۳۲' · صابر چم چال | ورزشگاه: آزادی تماشاگران: ۶۰۰۰۰ داور: جمشید اخباری |

| ۲۵ شهریور ۱۳۶۴ ۸ | استقلال تهران                                          | ۵–۱   | صدا و سیما تهران               | تهران                                            |
|                  | حاجیلو ۱' (پنالتی)، ۴۷' (پنالتی) · چنگیر ۲۵'، ۶۰'، ۷۰' | گزارش | محمود معمار ۵۷' · عباس موسیوند | ورزشگاه: آزادی تماشاگران: ۷۰۰۰۰ داور: محمد صالحی |

| ۳ دی ۱۳۶۴ ۹ | استقلال تهران     | ۱–۰ | بانک ملی تهران | تهران                                               |
|             | چنگیر ۸' · حاجیلو |     |                | ورزشگاه: شیرودی تماشاگران: ۳۰۰۰۰ داور: حمید خوشخوان |

#### جایگاه در جدول
| رتبه | باشگاه         | بازی | برد | مساوی | باخت | گل‌زده | گل‌خورده | تفاضل گل | امتیاز |
| ---- | -------------- | ---- | --- | ----- | ---- | ----- | ------- | -------- | ------ |
| ۱    | شاهین تهران    | ۹    | ۷   | ۲     | ۰    | ۲۰    | ۴       | ۱۶       | ۱۶     |
| ۲    | استقلال تهران  | ۹    | ۷   | ۰     | ۲    | ۲۰    | ۷       | ۱۳       | ۱۴     |
| ۳    | بانک ملی تهران | ۹    | ۶   | ۱     | ۲    | ۱۳    | ۶       | ۷        | ۱۳     |

منبع

#### مرحله نهایی
| ۱۰ دی ۱۳۶۴ نیمه نهایی | استقلال تهران | ۱–۰ | هما تهران | تهران                                             |
|                       | مختاری‌فر ۱۰۸' |     |           | ورزشگاه: آزادی تماشاگران: ۴۵۰۰۰ داور: بهمن بهلولی |

| ۲۴ دی ۱۳۶۴ فینال                                           | استقلال تهران | ۱–۱ (۴–۲ پنالتی)                 | شاهین تهران           | تهران                                            |
|                                                            | مظلومی ۴۶'    |                                  | پازوکی ۷۵' · اردستانی | ورزشگاه: آزادی تماشاگران: ۷۰۰۰۰ داور: محمد صالحی |
|                                                            | ضربات پنالتی  |                                  |                       |                                                  |
| حاجیلو · رجبی · مظلومی · نامجومطلق · فریبا                 |               | دینورزاده · یکه · ضیایی · پازوکی |                       |                                                  |
| یادداشت: در ضربات پنالتی ناصر حجازی ضربه ضیایی را مهار کرد |               |                                  |                       |                                                  |

### بازی دوستانه
| ۲۶ فروردین ۱۳۶۴ تاریخ احتمالی دوستانه ۱ | نصر آستانه اشرفیه | ۱–۳ | استقلال تهران                         | آستانه اشرفیه                                       |
|                                         | رضا پیشامدوست ۴۲' |     | برهان‌زاده ۱۴' · چنگیز ۳۶' · فریبا ۶۰' | تماشاگران: ۳۰۰۰ داور: تیربخش کمک داور: ستایش و خادم |

| ۲۸ فروردین ۱۳۶۴ تاریخ احتمالی دوستانه ۲ | صنعت چای لاهیجان | ۱–۵ | استقلال تهران                                      | لاهیجان                                                  |
|                                         |                  |     | وحید امیری ۱۱'، ۷۰'، ۸۸' · رجبی ۴۴' · مختاری‌فر ۵۶' | تماشاگران: ۵۰۰۰ داور: نادر محیطی کمک داور: مدعوی و فلسفی |

| ۴ اردیبهشت ۱۳۶۴ دوستانه ۳ | بازرگانی مجید کرمان | ۴–۶ | استقلال تهران | کرمان |

| ۵ اردیبهشت ۱۳۶۴ دوستانه ۴ | منتخب زرند | ۱–۲ | استقلال تهران | زرند |

| ۶ اردیبهشت ۱۳۶۴ دوستانه ۵ | راه و ترابری کرمان | ۱–۲ | استقلال تهران | کرمان |

| ۲۳ اردیبهشت ۱۳۶۴ تاریخ احتمالی دوستانه ۶ | استقلال ساری | ۰–۴ | استقلال تهران | ساری |

| ۲۴ اردیبهشت ۱۳۶۴ تاریخ احتمالی دوستانه ۷ | نساجی مازندران | ۰–۰ | استقلال تهران | ساری             |
|                                          |                |     |               | تماشاگران: ۱۵۰۰۰ |

| ۳ تیر ۱۳۶۴ دوستانه ۱۱ | استقلال تهران        | ۴–۱ | مهاجرین جنگی  | تهران            |
|                       | چنگیز · امیری · رجبی |     | کوروش لرستانی | ورزشگاه: اکباتان |

## آمار فصل

### تعداد بازی
| #  | بازیکن          | تعداد بازی |
| #  | بازیکن          | لیگ تهران  |
| -- | --------------- | ---------- |
| ۱  | جعفر مختاری‌فر   | ۱۱         |
| ۲  | رضا رجبی        | ۱۱         |
| ۳  | عبدالعلی چنگیز  | ۱۱         |
| ۴  | مجید نامجومطلق  | ۱۱         |
| ۵  | بهتاش فریبا     | ۱۰         |
| ۶  | پرویز مظلومی    | ۱۰         |
| ۷  | شاهین بیانی     | ۱۰         |
| ۸  | سعید مراغه‌چیان  | ۹          |
| ۹  | اصغر حاجیلو     | ۷          |
| ۱۰ | رسول غنی‌زاده    | ۷          |
| ۱۱ | رضا احدی        | ۶          |
| ۱۲ | ناصر حجازی      | ۶          |
| ۱۳ | احمد حیدرخان    | ۴          |
| ۱۴ | محمود کلهر      | ۴          |
| ۱۵ | وحید امیری      | ۴          |
| ۱۶ | حمید فرد علی‌نیا | ۳          |
| ۱۷ | فریدون پورجلی   | ۳          |
| ۱۸ | مجید رضایی      | ۳          |
| ۱۹ | صادق ورمزیار    | ۲          |
| ۲۰ | کامران همدانی   | ۲          |
| ۲۱ | نادر فریادشیران | ۲          |
| ۲۲ | علی طاهرنیا     | ۱          |

### کاپیتان‌های فصل
| رده | نام            | باشگاههای تهران | جمع |
| --- | -------------- | --------------- | --- |
| ۱   | ناصر حجازی     | ۶               | ۶   |
| ۲   | سعید مراغه‌جیان | ۳               | ۳   |
| ۳   | بهتاش فریبا    | ۲               | ۲   |

- فقط کاپیتان‌هایی که بازی را شروع کرده‌اند در این جدول قرار گرفته‌اند و کاپیتانهای تعویضی محاسبه نشده‌اند.

## تیم جوانان
مسابقات فوتبال جوانان تهران در سال ۱۳۶۴ با شرکت ۴۲ تیم در ۵ گروه برگزار گردید. در مرحله مقدماتی تیم فوتبال جوانان استقلال که در گروه چهارم بازیها قرار داشت توانست به مقام اول این گروه نایل آید. در مرحله دوم این مسابقات تیم فوتبال جوانان استقلال با تیم های نیروی زمینی و اقبال شاهین و آتش نشانی همگروه شد که در پایان به مقام اول این گروه رسید و نیمه نهایی رسید. در نیمه نهایی تیم جوانان استقلال با نتیجه ۴ بر صفر تیم راه آهن را شکست داد و در مسابقه فینال نیز توانست تیم جوانان پرسپولیس را با یک گل شکست دهد و به مقام قهرمانی این مسابقات نائل آمد.

### نتایج تیم جوانان استقلال
مرحله اول
استقلال ۱ - وحدت ۱
استقلال ۳ - تهران ۰
استقلال ۰ - دارایی ۰
استقلال ۷ - سرخه حصار ۱
استقلال ۱ - آذر ۰
استقلال ۲ - نفت ۱
استقلال ۹ - تهرانسر ۰
مرحله دوم
استقلال ۱ - نیروی‌زمینی ۰
استقلال ۱ - اقبال ۳
استقلال ۰ - شاهین ۰
استقلال ۱ - آتش‌نشانی ۰بازی نیمه‌نهایی
استقلال ۴ - راه‌آهن ۰
بازی فینال
استقلال ۱ - پرسپولیس .
بازیکنان تیم جوانان استقلال در این فصل:
حسین تراب‌پور، مجید نامجومطلق، محسن گروسی، صادق ورمزیار، رسول غنی‌زاده، محمود کلهر، سعید رضوانی، قاضی‌زاده، خدرزاده، پژمان نوزاد، اصغر رضایی، شریعت پناهی، نجات‌پور،
مربی: محمد صلاحی

## سایر ورزشها
منبع
- در مسابقات بسکتبال باشگاههای تهران تیم بسکتبال استقلال به مقام قهرمانی این دوره از مسابقات دست یافت و تیم های دارایی و رسالت به مقام های دوم و سوم رسیدند.
- بازیکنان تیم بسکتبال استقلال در این دوره عبارت بودند از: سعید ارمغانی، علی اکبر شیریان، بیژن تقوی، نادر نصیری، منصور ذوالفقاری، ابراهیم طاهری، کاظم محنایی، علی توفیق، محمود برغمدی، علیرضا شهریور تهرانی، کامیار شفیعی، فریبرز سلیمی‌مقدم، مرتضی طهماسبی، محمود سجادی، محسن‌علی مختاری، آرش نظریان، مربی: محمود پورشرفی
- در مسابقات بسکتبال جام حذفی تهران دو تیم استقلال و پرسپولیس به فینال راه یافتند که تیم استقلال ۹۶ بر ۹۳ مغلوب تیم پرسپولیس گردید به مقام دوم دست یافت.